# Cor Kee
Cor Kee (Zaandam, 24 november 1900 - aldaar, 3 januari 1997) was een Nederlandse organist en componist.
Hij was zoon van barbier Pieter Kee (Corneliszoon) en Grietje Husslage. Hij was getrouwd met gelegenheidszangeres Wilhelmina Sibbelina Spits. Zoon Piet Kee werd eveneens organist.

## Studie
Hij was een leerling van Jan Zwart, met uitzondering van de periode 1917-1918 toen hij aan het Amsterdamsch Conservatorium een cursus volgde bij Jean-Baptiste de Pauw, zijn hoofdleraar voor het orgel. Toen in de loop van dat cursusjaar enkele laatstejaars leerlingen voor een paar klassikale theorievakken werden overgeplaatst naar het tweede studiejaar, vond Kee dat hij ook wel overgeplaatst mocht worden. Dat werd niet toegestaan omdat men zijn muzikaal gehoor onvoldoende vond. Later nam hij compositielessen bij Sem Dresden. Hij heeft ook gedurende lange tijd zanglessen gehad van Thom Denijs; hij heeft als bas in diverse concertzalen opgetreden. Hij koos echter voor het orgelvak.

## Carrière
Vanaf 1915 bespeelde hij het orgel van de Doopsgezinde Kerk van Westzaan. Van 1922 tot 1924 was hij organist van de Doopsgezinde Singelkerk in Amsterdam. Daarna stapte hij over naar de Ronde Lutherse Kerk. Hij bleef daar spelen totdat de Lutherse gemeente in januari 1935 de ‘Ronde Lutherse’ sloot voor de eredienst. Vanaf die tijd speelde Cor Kee in de Oude Lutherse Kerk aan het Spui, waar hij in 1964 zijn zilveren jubileum als organist van de Lutherse Gemeente vierde.
Bekendheid als componist kreeg Cor Kee door zijn drie bundels Psalmen voor Orgel, de meer avant-gardistische 50 Psalmbewerkingen, Reeksveranderingen in vier secties en Phases for Organ. In 1975 kwam de compositie Amsterdam, 700 jaar lusthof (zevenhonderdjarig bestaan van Amsterdam) tot stand, die in het handschrift van de componist werd uitgegeven. De loopbaan als componist wordt in stijlperioden ingedeeld. De eerste vindt nog deels plaats onder zijn pseudoniem Orgelius. Hij schreef muziek in een laat-romantische homofone stijl zoals te horen is in zijn Toccata Ps 33. Daarna wendde hij zich naar een modernere stijl met als voorbeeld Paul Hindemith. Uit die stijlperiode kwam Psalmen voor orgel. Daarna volgde een periode neobarok met bijvoorbeeld Preludia en fuga’s, maar hij zocht binnen die stijl voor een eigen geluid. Tot slot ging hij voor kerkelijke melodieën op vrije thema’s met af en toe ook seriële muziek. Hij paste ook moderne technieken toe zoals clusters en aleatoriek. Alhoewel er dus composities van zijn hand verschenen was hij een meester in de improvisatie.
Lange tijd was Cor Kee hoofdvakdocent orgel aan het Utrechts Conservatorium en permanent docent improvisatie aan de internationale zomeracademie in Haarlem. Daarnaast trad hij regelmatig op als gastdocent bij verschillende buitenlandse cursussen en als jurylid tijdens wedstrijden. Het niveau van zijn improvisatieleerlingen was hoog, ze kwamen uit geheel Europa, waarbij enkelen later eerste prijzen behaalden bij het Internationaal Orgelimprovisatieconcours in Haarlem en het Nationaal Orgelimprovisatieconcours in Bolsward.Tot slot was hij veelvuldig op de radio te horen; zijn honderdste optreden zou al in 1939 hebben plaatsgevonden.

## Onderscheiding
- Ridder in de Orde van Oranje Nassau.[1]

- Bibliothèque nationale de France: cb14831288r (data)
- Gemeinsame Normdatei: 134919491
- International Standard Name Identifier: 0000 0000 7327 6527
- Library of Congress Control Number: no89018143
- Nationale Bibliotheek van Letland: 000046717
- MusicBrainz: a995d2f0-41b8-497b-91d2-b15fa79f8da4
- Nederlandse Thesaurus van Auteursnamen: 074921894
- Virtual International Authority File: 21700505
- WorldCat: E39PBJjxygf8bMbQp7kgvYCmh3